# Efemerydy (botanika)

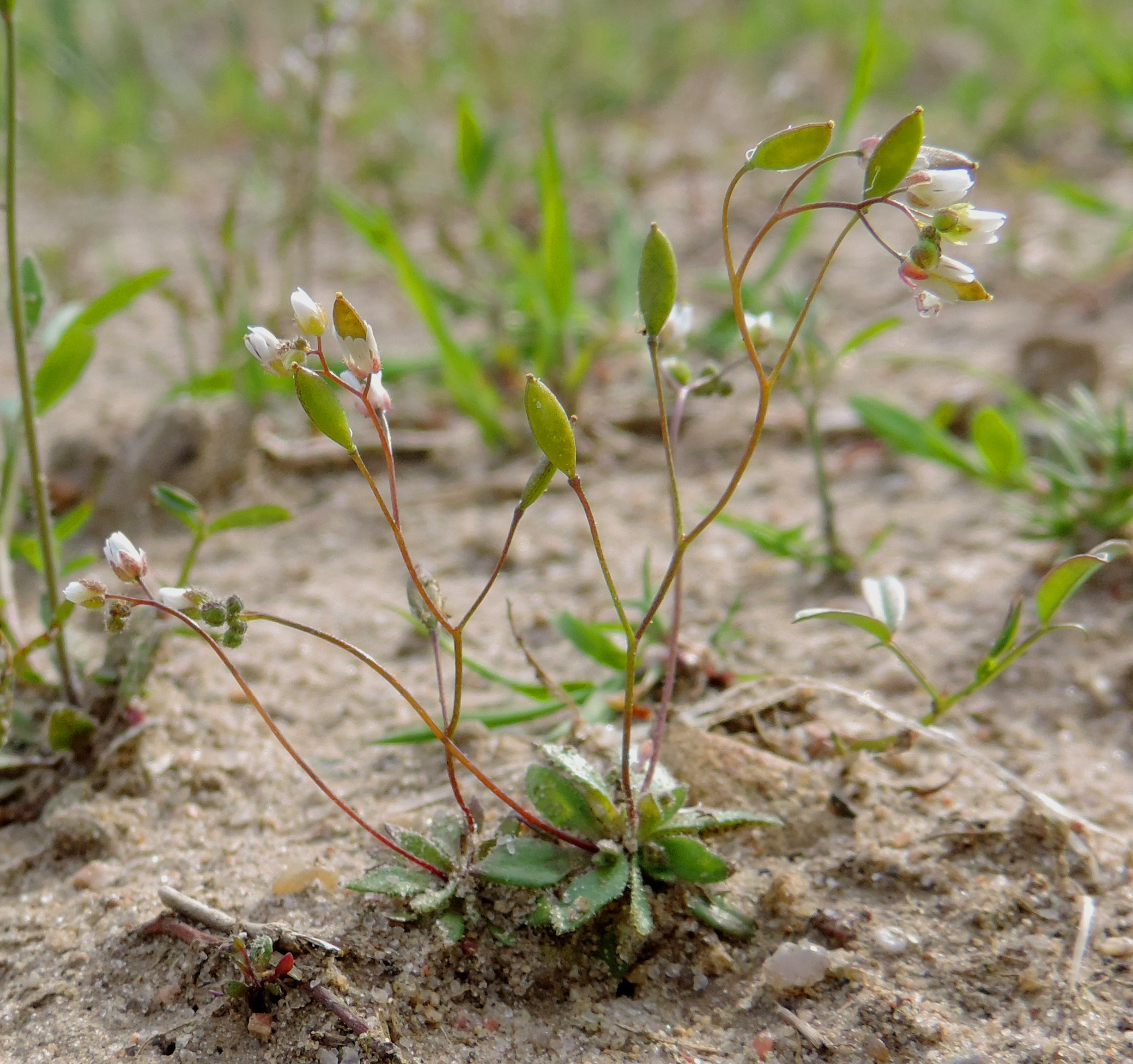
Wczesnowiosenna efemeryda – wiosnówka pospolita

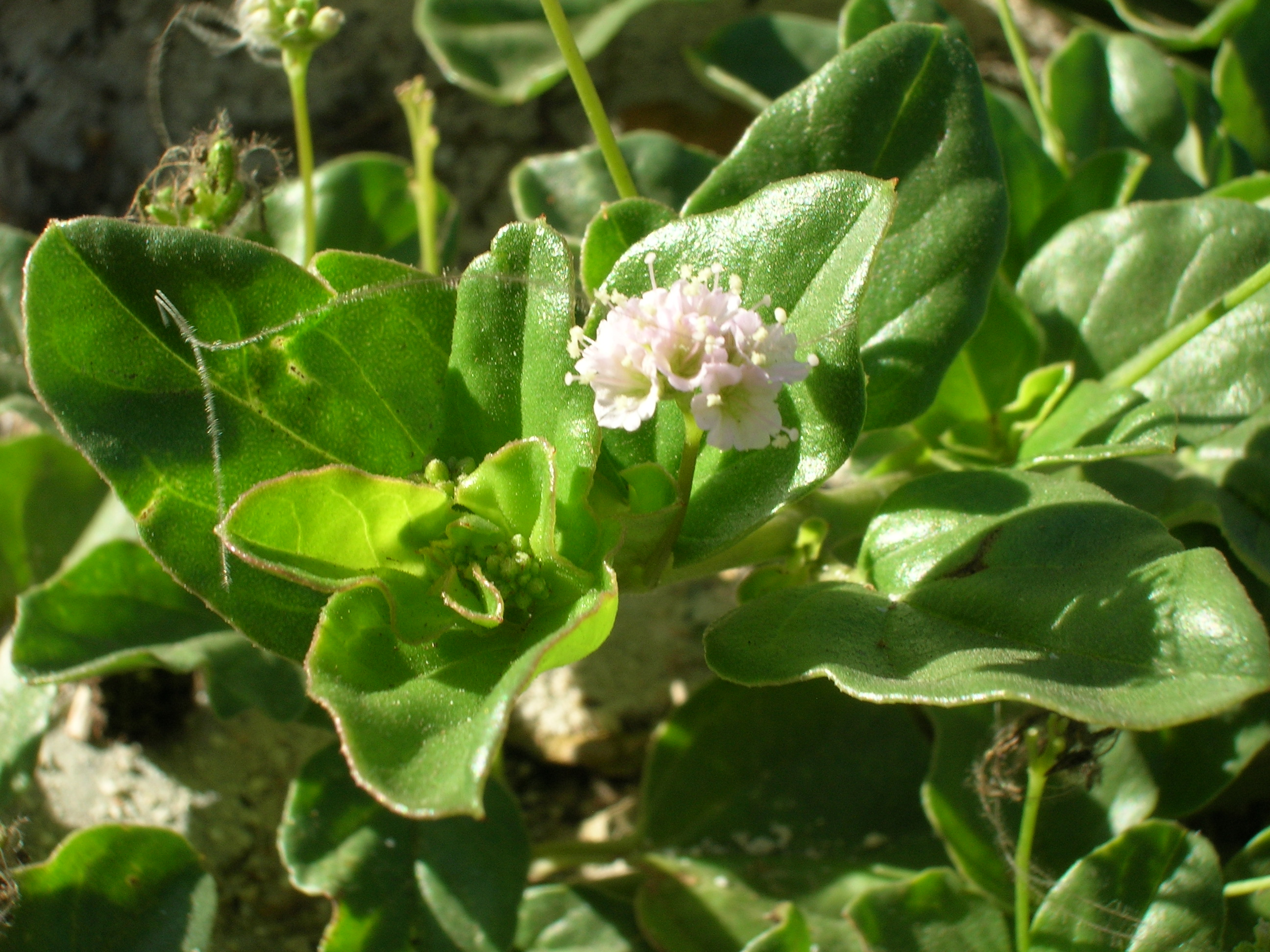
Boerhavia repens na piaskach wyspy Midway

Efemerydy (ang. ephemerals z gr. ephēmeros) – rośliny jednoroczne o bardzo krótkim cyklu życiowym. Od skiełkowania do wydania nasion lub zarodników mija w ich przypadku do kilku tygodni. 
Poprzez wyjątkowo krótki cykl życiowy efemerydy zaadaptowały się do skrajnie niekorzystnych warunków środowiska. Długie okresy suszy lub niskich temperatur spędzają w postaci nasion, które wytwarzają wyjątkowo szybko w czasie sprzyjających warunków klimatycznych. Efemerydy mają największy udział we florach terenów pustynnych i półpustynnych, pokrytych zimą śniegiem stepach, ekosystemach trawiastych klimatu śródziemnomorskiego, na dużych wysokościach w górach oraz w strefie klimatu arktycznego.
W Polsce do efemerydów należą drobne rośliny wczesnowiosenne korzystające z dostępu do światła w okresie poprzedzającym rozwinięcie się innych gatunków lub zajmujące skrajne siedliska (np. piaski). Przykładem efemerydów w polskiej florze jest wiosnówka pospolita. Innym przykładem tej grupy roślin jest Boerhavia repens. Do efemeryd należą też mchy i wątrobowce rozwijające się na polach uprawnych w krótkim okresie między sprzętem plonów i zaoraniem pól. 